# 鄂克斯橋及南路易斯利浦 (英國國會選區)
阿克斯布里奇和南賴斯利普（英語：Uxbridge and South Ruislip），英國國會一自治市選區，包括大倫敦西北部希靈登區的八個地方選區。
始設於2010年。在2010年大選中保守黨的約翰·蘭道爾以48.3%選票連任成功。2015年，前大倫敦市長鲍里斯·约翰逊當選。
現任議員鲍里斯·约翰逊於2019年7月24日起擔任英國首相並於2023年6月9日，因強森認為下議院特權委員會的目的是「不管事實如何，都要判我有罪」，並認為「充滿了不準確之處和偏見」，並稱委員會決心將他趕出議會而宣佈即時辭去議員職務。觸發該區補選